# Sven Lindman
Sven Lindman (19 de abril de 1942) é um ex-futebolista sueco que atuava como meio-campo.

## Carreira
Lindman competiu na Copa do Mundo FIFA de 1974, sediada na Alemanha, na qual a seleção de seu país terminou na quinta colocação dentre os 16 participantes.